# Екатеринославская губерния
Екатериносла́вская губе́рния — название административно-территориальной единицы Российской империи.
Губерния образована 8 октября 1802 года путём выделения из Новороссийской губернии, с центром в Екатеринославе (ныне Днепр). До 1917 года — в составе Российской империи, в ноябре 1917 — апреле 1918 года — Украинской Народной Республики, Украинской народной республики Советов, Украинской советской республики, с марта 1919 года по декабрь 1922 года была в составе Украинской Социалистической Советской Республики, в декабре 1922 года вошедшей в состав Союза Советских Социалистических Республик. Граничила на севере с Полтавской и Харьковской губерниями, на востоке — с областью Войска Донского, на юге — с Азовским морем и Таврической губернией, на западе — с Херсонской губернией. Наибольшее протяжение губернии с севера на юг 252 версты, с запада на восток — 463½ версты.

## География
По военно-топографической съёмке площадь — 55 688,4 кв. вёрст, или около 5730 тыс. десятин; по данным центрального статистического комитета (без озёр и лиманов) 55 704,4 кв. вёрст = 5 635 737 десятин. Поверхность губернии — степного характера равнина, с двумя скатами на севере и юге и несколькими возвышенностями. Наивысший пункт губернии, 400 м над уровнем моря, находится в южной части Славяносербского уезда в бассейне Донца и речек Азовского моря. Остальные возвышенности проходят в Павлоградском и Новомосковском уездах, вдоль рек Орели, Орельки и Самары, и на западе губернии, где гранитная гряда пересекает Днепр, Ингулец и Кальмиус, образуя на них пороги (ташлыки, каменки).

## Геология
В геологическом отношении в Екатеринославской губернии встречаются породы кристаллические и осадочные. Кристаллические породы преобладают на юго-западе губернии, в Верхнеднепровском, Александровском уездах, и состоят из гнейса с гранитом, сиенитом, диоритом, змеевиком и порфиром; обнажения подобного рода встречаются вдоль рек Днепра и Кальмиуса и по оврагам.
Осадочные породы сосредоточиваются на северо-востоке губернии и распадаются на:
- а) каменноугольную формацию (горно-известковую — сланцы, песчаники, доломит) в Славяносербском, Бахмутском, части Павлоградского и Александровского уездов;
- б) пермскую формацию (медная руда, красные глинистые рухляки с гипсом и каменной солью); обнажения в Бахмутском и Славяносербском уездах по рекам Бахмуту и Лозовой;
- в) меловую формацию (белые и жёлтый степные известняки, рухляки, глины и пески) в северной части уездов Славяносербского, Бахмутского и Павлоградского;
- г) третичную формацию в Новомосковском и южной части Павлоградского уезда.

Разнообразию геологического строения губернии соответствует обилие ископаемых минеральных богатств. В губернии встречаются: граниты, строительные известняки и песчаники, точильный камень, графит, аспидный сланец, марганец, ртуть (в виде киновари), медь (среди гранита, вкраплённого в сиенит; медные: зелень, синь и блеск), каолин, охра (между пластов каменного угля), огнеупорные и красильные глины. В Александровском уезде находят базальты, горный хрусталь, изредка аметисты и в песках днепровских порогов — янтарь; в Мариупольском — попадается редкий минерал ауэрбахит и гранаты (венисы).
Главнейшее минеральное богатство губернии составляют мощные залежи каменного угля и антрацита в Бахмутском и Славяносербском уездах; железных руд в Бахмутском, Верхнеднепровском и Мариупольском уездах; каменной поваренной соли в Бахмутском уезде. Почва губернии — чернозём, тучный в уездах Новомосковском и Павлоградском, более истощённый на северо-востоке — в Славяносербском и восточной части Бахмутского уезда, глинистый в южных частях Александровского, Мариупольского и Екатеринославского уезда; в Новомосковском и Павлоградском уездах попадаются пески, мелкий камень и солончаки. Значительных гор и болот нет.

## Водоёмы

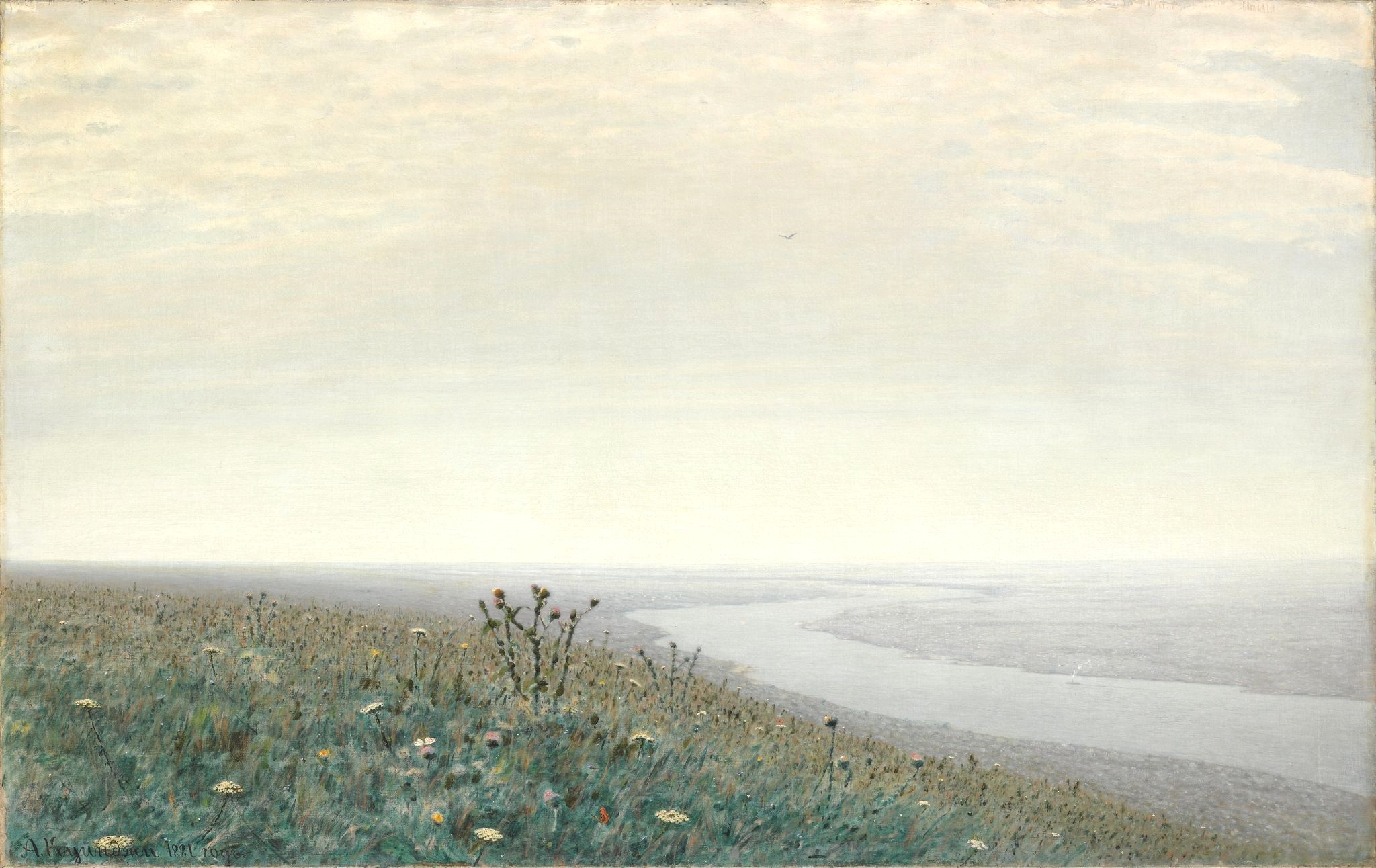
«Днепр утром». 1881. Картина уроженца Екатеринославской губернии Архипа Куинджи. Третьяковская галерея

Озёр до 200, около рек; самое большое озеро близ реки Самары, в Новомосковском уезде, называется «Солёный лиман», хотя вода в нём пресная. Между реками Конской и Днепром тянется на 40 вёрст в длину и от 2 до 18 вёрст в ширину болотистый, низменный остров в 600 кв. вёрст — «Плавня» или «Великий Луг»; кроме этого острова: против города Александровска остров Хортица — место последнего запорожского коша, ныне немецкая колония, и остров «Новая Сечь» — между течением рек Днепра, Базавлука и Подпольной.
Реки губернии трёх систем: Днепровской, Донской и Азовского моря. Река Днепр течёт на протяжении 350 вёрст, из которых под 9 порогами и 11 заборами 70 вёрст. Из правых притоков Днепра река Ингулец течёт по западной границе губернии; его притоки: Саксагань и Базавлук принадлежат всецело Екатеринославской губернии. Из левых притоков Днепра река Орель течёт 180 вёрст по северной границе губернии; реки Волчья (220 вёрст) и Самара (200 вёрст) принадлежат губернии вполне; последняя в своей нижней части судоходна; река Конская (180 вёрст) течёт по границе Екатеринославской губернии с Таврической.
Реки системы Дона: Северский Донец протекает 200 вёрст по северо-западной границе губернии; судоходен от села Лисичья Балка. Притоки Сев. Донца: Казённый Торец с Кривым Торцом, Бахмутом и Луганью текут в северо-восточной части губернии. Из рек Азовского моря более значительны Кальмиус и Берда.
Реки Екатеринославской губернии замерзают в ноябре и декабре, вскрываются в марте. По южной границе губернии тянется на 250 вёрст малоизвилистая и малонаселенная прибрежная полоса Азовского моря. Хорошие якорные стоянки: на высоте села Петровского и против деревни Ялты, в 3 милях от берега; удобный порт — в городе Мариуполе. Вследствие неравномерного расположения рек орошение губернии недостаточно, почему большинство селений стоит при колодцах или ставах (искусственные пруды в балках и оврагах).

## Климат
Климат неблагоприятен для растительности, вследствие иссушающих ветров и малого количества осадков. Дожди в апреле и мае решают вопрос об урожае; летом часто дует северо-восточный ветер, гибельный для растений; земледелие нередко страдает от засух. Уклонения встречаются только по Азовскому побережью и вдоль течения больших рек, где выпадение дождей и урожаи равномернее.
По долголетним метеорологическим наблюдениям в городе Луганске на крайнем востоке губернии, и на западе, в городе Екатеринославе:
- в Екатеринославе, на высоте 64,1 м, средняя годовая температура +8,2 °C; января −7,4°, апреля +7,1 °C, июля +21,4 °C, октября +9,3 °C;
- в Луганске, на высоте 60 м, средняя годовая температура +7,7 °C; января −8,4 °C, апреля +8,0 °C, июля +22,8 °C, октября +8,2 °C; средние осадки 373 мм, всего более в июне — 54 мм.

За последнее 30-летие колебания температуры в губернии и выпадение осадков сделались неравномернее.
Лесами занято не более 1¼% поверхности губернии; они ютятся на дне глубоких балок и близ рек. Северной границей лесов, особенно дуба, является западная возвышенность губернии. Южнее — степь с редкой растительностью.

## История
По этой степи («Дикому» или «пустому полю», «Малой Тартарии») кочевали последовательно хазары, печенеги, половцы, монголы, татары Крымского ханства, разоряя остатки бывших поселений Древнерусского государства.
Позже первыми славянскими поселенцами были днепровские казаки (запорожцы), основавшие паланки, зимовища и сечи, главным образом по Днепру и побережью Азовского моря. В 1751-55 годах явились в современный Славяносербский уезд сербы, валахи, молдаване, болгары и черногорцы и образовали целый ряд военных поселений Славяносербии, называвшихся «ротами». В том же уезде селились, в 1750-60 годах, бежавшие и прощенные правительством раскольники. С 1775 года, со времени образования Азовской губернии, в ней стали селиться казаки из Полтавской, Черниговской и других губерний. С 1775 по 1782 год усиленно раздавались земли помещикам; всего роздано 4470 тысяч десятин и выселено крестьян из средней России — 97609 душ обоего пола. В их число входили беглые люди. В 1779 году водворены греки из Крыма и грузины с Кавказа, в 24 селения Мариупольского уезда. В 1780 году раздавались земли отставным солдатам; в 1781 году разрешено переселить из малоземельных губерний 24000 ревизских душ экономических крестьян. В 1783 году на месте теперешнего города Павлограда были водворены переселенцы с острова Минорки. С 1788 года начинается водворение на льготных условиях немецких колонистов в Верхнеднепровском, Александровском и Екатеринославском уездах.

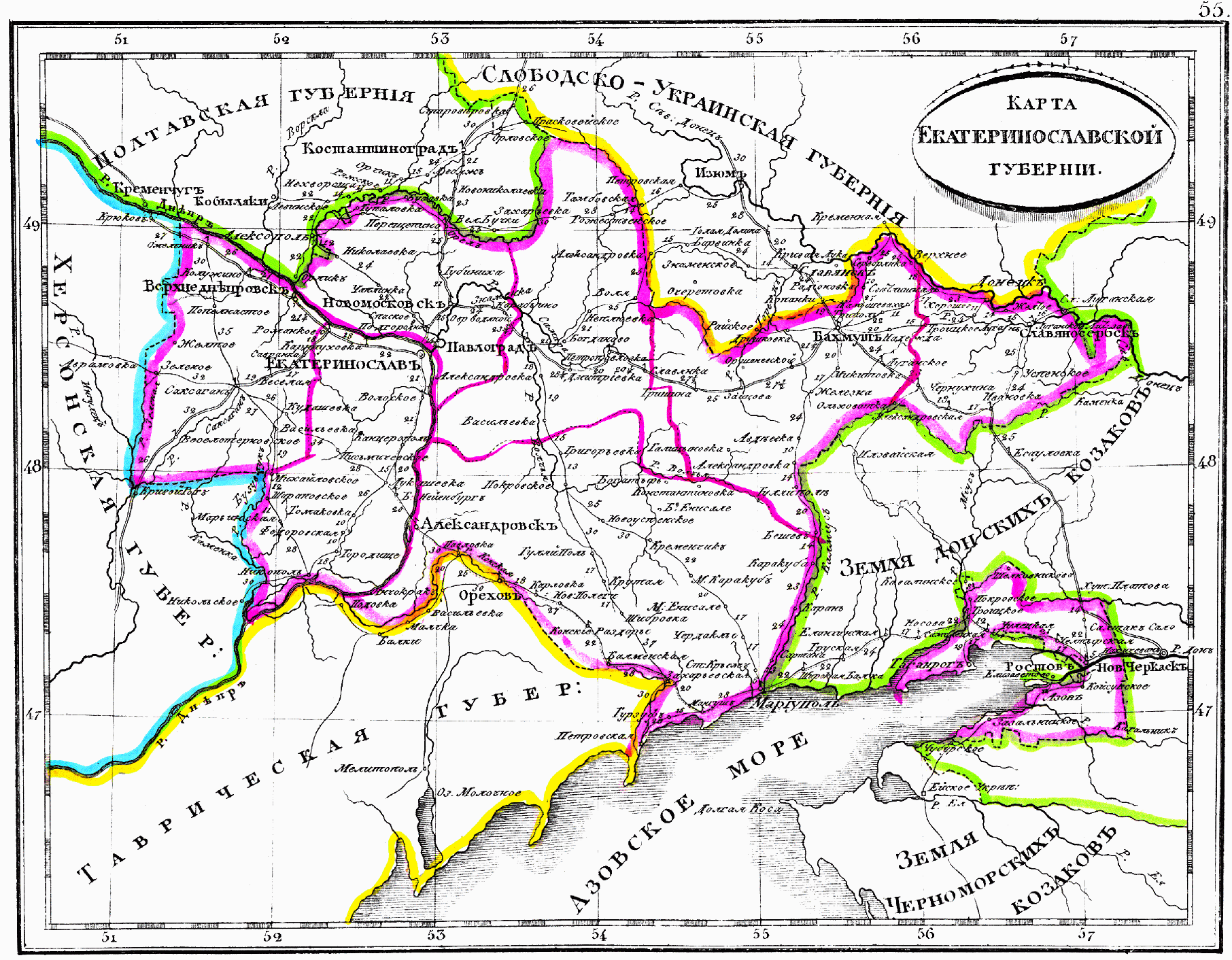
Карта Екатеринославской губернии 1835 год

30 июня 1792 года указом Екатерины II проводится разграничение земель Черноморского казачьего войска — Екатеринославской, Таврической и бывшей Кавказской губерний. Фактически межевание земель проведено только в 1795 году, тогда же определены границы с Войском Донским.
В 1797 году вызываются вторично греки, болгары, молдаване и албанцы. В 1803 году отводятся земли офицерам русской армии: штаб-офицерам — по 1000 десятин, обер-офицерам — по 500 десятин. В 1826-27 годах пришли в Мариупольский уезд анатолийские греки; там же, по окончании Крымской войны, поселены остатки волонтёров греческого легиона императора Николая I. В 1828 году устроена из кавалерийских полков целая сеть военных поселений в Верхнеднепровском уезде. Кроме того, в разное время селились поляки в Александровском и Бахмутском уездах, выходцы из польской Украины — в Екатеринославском уезде, военнопленные из татар и турок, цыгане.
Территория губернии вошла в так называемую «черту оседлости», поэтому в городах поселилось значительное количество евреев, переезжавших сюда из западных губерний. К началу XX века евреи составляли около 1/3 населения города Екатеринослава. В 1846-50 годах в Александровском и Мариупольском уездах устроены колонии евреев-земледельцев.

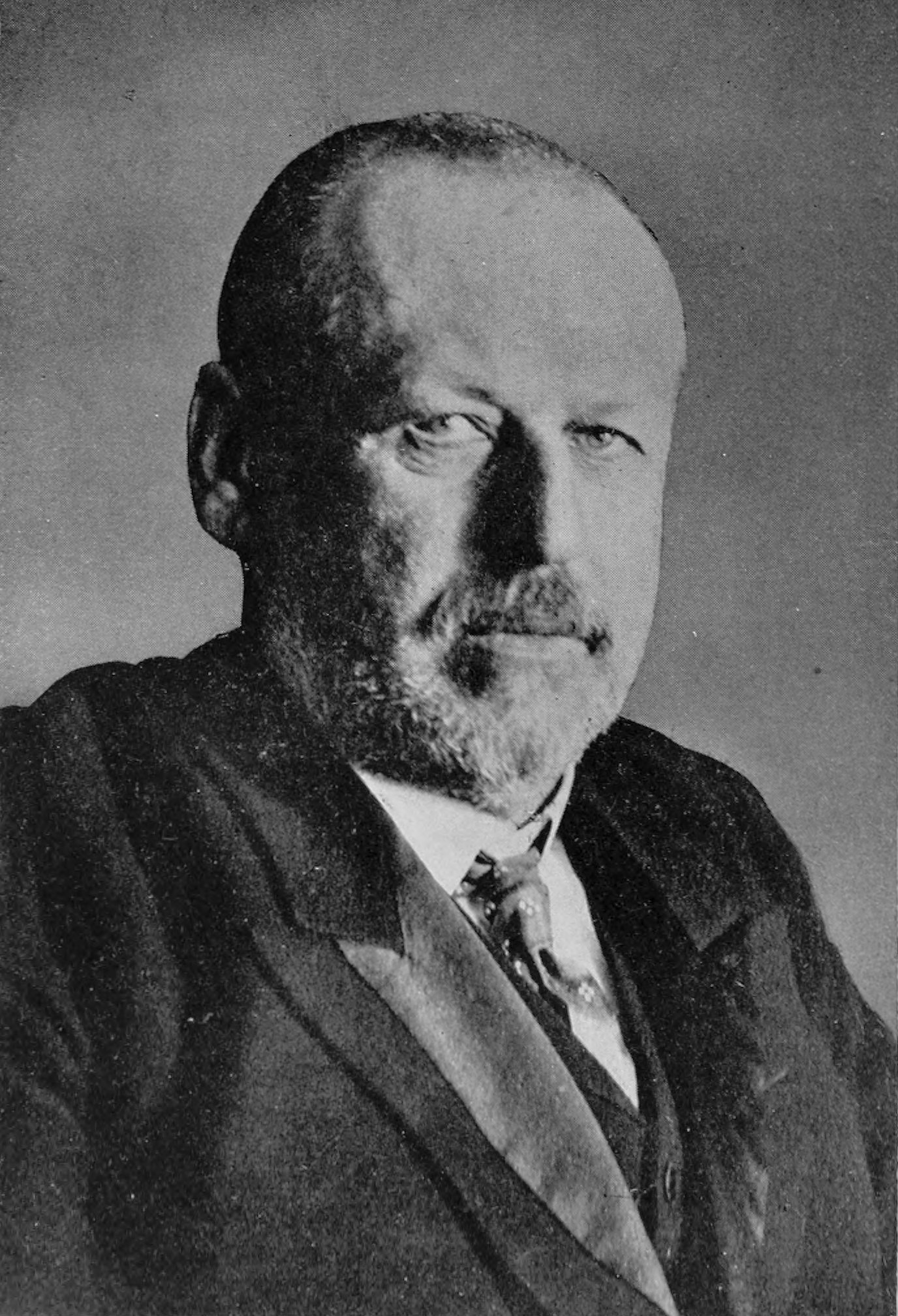
М. В. Родзянко, председатель Екатеринославской губернской земской управы (1901—1906), председатель Государственной думы (1911—1917), депутат от Екатеринославской губернии.

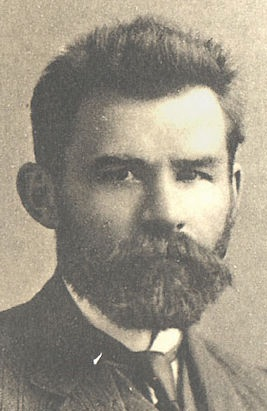
Г. И. Петровский, депутат IV Государственной думы от Екатеринославской губернии, председатель большевистской фракции (1914).

В 1838 начала издаваться первая газета края «Екатеринославские губернские ведомости».
В сентябре 1866 года в Потёмкинском дворце состоялось первое заседание Екатеринославского губернского земского собрания. Благодаря деятельности Н. А. Корфа Екатеринославское земство сыграло важную роль в организации системы земских школ. При земстве действовал губернский земский статистический комитет, издававший на рубеже XIX—XX веков ежегодные «Памятные книжки Екатеринославской губернии».
Большинство населения согласно переписи 1897 года составляли малоросы.
В годы Гражданской войны власть в Екатеринославской губернии неоднократно переходила из рук в руки. В апреле 1918 года территорию губернии оккупировали австро-германские войска, которые были эвакуированы в связи с Ноябрьской революцией 1918 года в Германии; власть на территории губернии перешла к Украинской Директории. Зимой — весной 1919 года Екатеринославская губерния была занята частями РККА. В мае — июне 1919 года почти вся Екатеринославская губерния, кроме западной части, занята Вооружёнными силами Юга России (оставшаяся часть занята к октябрю). Екатеринославским губернатором Деникин назначил инженера-авиастроителя Щетинина, который проявил себя неудачно, вызвав репрессиями волнения среди крестьян. В ходе наступления Южного и Юго-Восточного фронтов 1919—1920 годов территория Екатеринославской губернии вновь перешла под контроль РККА. Крестьянское повстанческое движение под руководством Нестора Махно, известное как махновщина, попеременно вело борьбу то против одних, то против других военно-политических сил, периодически вливаясь в регулярные части Украинской советской армии.
Центром махновского движения было село Гуляйполе. Последний раз махновцы ворвались в Гуляйполе 31 октября 1919 года, но были выбиты из него белыми. 28 октября 1919 года махновцами был взят Екатеринослав и удерживался в течение полутора месяцев (за исключением 6—13 ноября когда его занимали деникинцы). «Екатеринославский» период истории махновщины советский историк М. И. Кубанин охарактеризовал как наиболее интересный, это был период самостоятельного существования в тылу белой армии крестьянской республики, занимавшей несколько уездов и города: Верхнеднепровск, Кичкас, Никополь, Апостолово, Берислав со столицей в Екатеринославе. До этого махновцы вели кочующий образ жизни, не имея постоянной территории.

## Административное деление

Административное деление Екатеринославской губернии (1913 год)

Образована 8 октября 1802 года путём выделения из Новороссийской губернии. В 1874 году Александровский уезд был разделён на два уезда: Александровский и Мариупольский. В 1887 году от Екатеринославской губернии отделены Ростовский уезд и Таганрогское градоначальство, и губерния осталась в составе 8 уездов (Александровского, Бахмутского, Верхнеднепровского, Екатеринославского, Мариупольского, Новомосковского, Павлоградского и Славяносербского).

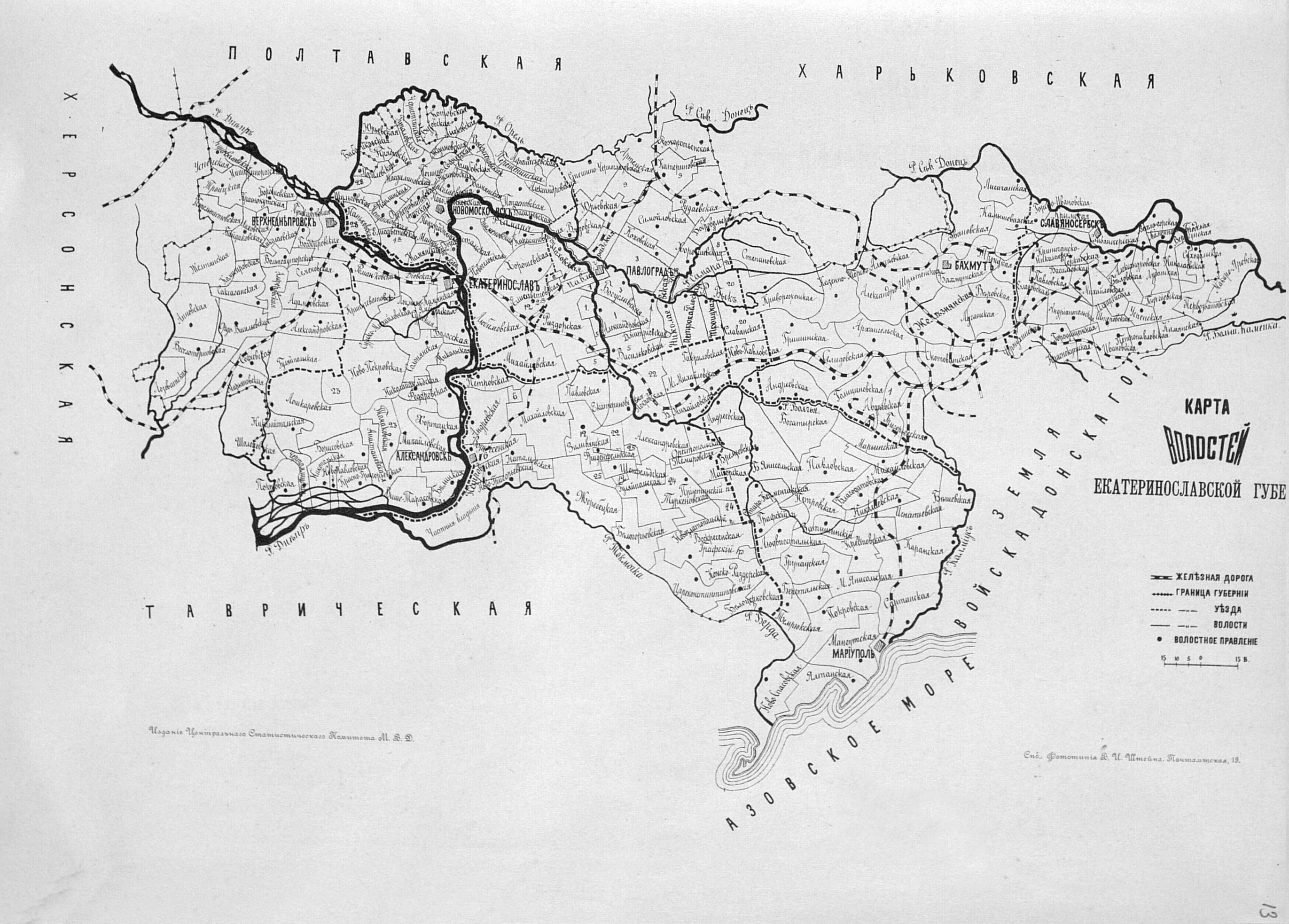
Волости Екатеринославской губернии

28 января 1920 года Бердянский уезд постановлением Украинского Ревкома, был из Таврической губернии передан в состав Екатеринославской губернии. 8 июня 1920 года постановлением Президиума Всеукраинского Центрального Исполнительного Комитета (ВУЦИК) из Александровского, Мелитопольского и Бердянского уездов была образована Александровская губерния.

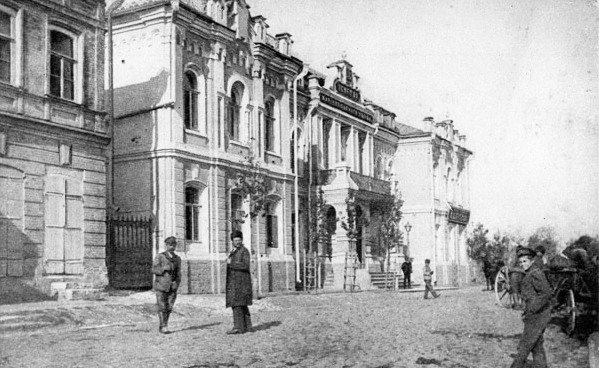
Мариупольская уездная земская управа

| № | Герб | Уезд              | Уездный город               | Площадь, км² | Население (1895), чел. |
| - | ---- | ----------------- | --------------------------- | ------------ | ---------------------- |
| 1 |      | Александровский   | Александровск (16 393 чел.) | 10 015,8     | 271 394                |
| 2 |      | Бахмутский        | Бахмут (14 630 чел.)        | 9224,8       | 200 177                |
| 3 |      | Верхнеднепровский | Верхнеднепровск (7671 чел.) | 6862,3       | 173 628                |
| 4 |      | Екатеринославский | Екатеринослав (80 351 чел.) | 7858         | 187 652                |
| 5 |      | Мариупольский     | Мариуполь (30 922 чел.)     | 8989,2       | 227 863                |
| 6 |      | Новомосковский    | Новомосковск (21 777 чел.)  | 6532,0       | 228 185                |
| 7 |      | Павлоградский     | Павлоград (18 872 чел.)     | 8815,7       | 257 486                |
| 8 |      | Славяносербский   | Луганск (22 160 чел.)       | 5089,0       | 176 412                |

### Административное деление на 1 января 1859 года
Делилась на уезды, округа и градоначальства
- общее число уездов — 8
- общее число округов — 2
- общее число градоначальств — 1
- общее число войск — 1
- список уездов:

1. Александровский
2. Бахмутский
3. Верхнеднепровский
4. Екатеринославский
5. Новомосковский
6. Павлоградский
7. Ростовский
8. Славяносербский

- список округов:

1. Мариупольский Греческий округ (в Александровском уезде)
2. Нахичеванский Армянский округ (в Ростовском уезде)

- список градоначальств:

1. Таганрогское градоначальство (в Ростовском уезде)

- список войск:

1. Азовское Казачье войско (в Александровском уезде)

### Административное деление на 1 января 1886 года
Делилась на уезды и волости
- общее число уездов — 9
- общее число волостей — 265
- общее число приказов — 5
- общее число волостей и приказов — 270
- общее число станов — 26
- территория без стана — 1
- центр губернии — город Екатеринослав

Отличия от 1859 года:
- вновь создан:

1. Мариупольский уезд

- упразднены:

1. Мариупольский Греческий округ
2. Нахичеванский Армянский округ
3. Таганрогское градоначальство
4. Азовское Казачье войско

- список уездов:

1. Александровский (Запорожская область)
2. Бахмутский (Донецкая область)
3. Верхнеднепровский (Днепропетровская область)
4. Екатеринославский
5. Мариупольский (Донецкая область)
6. Новомосковский
7. Павлоградский (Днепропетровская область)
8. Ростовский
9. Славяносербский (Луганская область)

### Административное деление на 7 марта 1923 года

Карта Екатеринославской губернии 1923 года.

7 марта 1923 года в Екатеринославской губернии было отменено уездное деление и создано 7 округов в составе 87 районов:
1. Александрийский округ;
2. Бердянский округ;
3. Екатеринославский округ;
4. Запорожский округ;
5. Криворожский округ;
6. Мелитопольский округ;
7. Павлоградский округ.

1 августа 1925 года Екатеринославская губерния была упразднена.

## Символика
На гербе Екатеринослава на лазуревом поле изображался золотой вензель Екатерины II (в форме эпсилон), окружённый 9 золотыми шестилучевыми звёздами. Щит увенчан Императорскою короною и окружён золотыми дубовыми листьями, соединёнными Андреевскою лентою Девять звёзд вокруг вензеля являются охранными звёздами, они должны были охранять императрицу в потустороннем мире

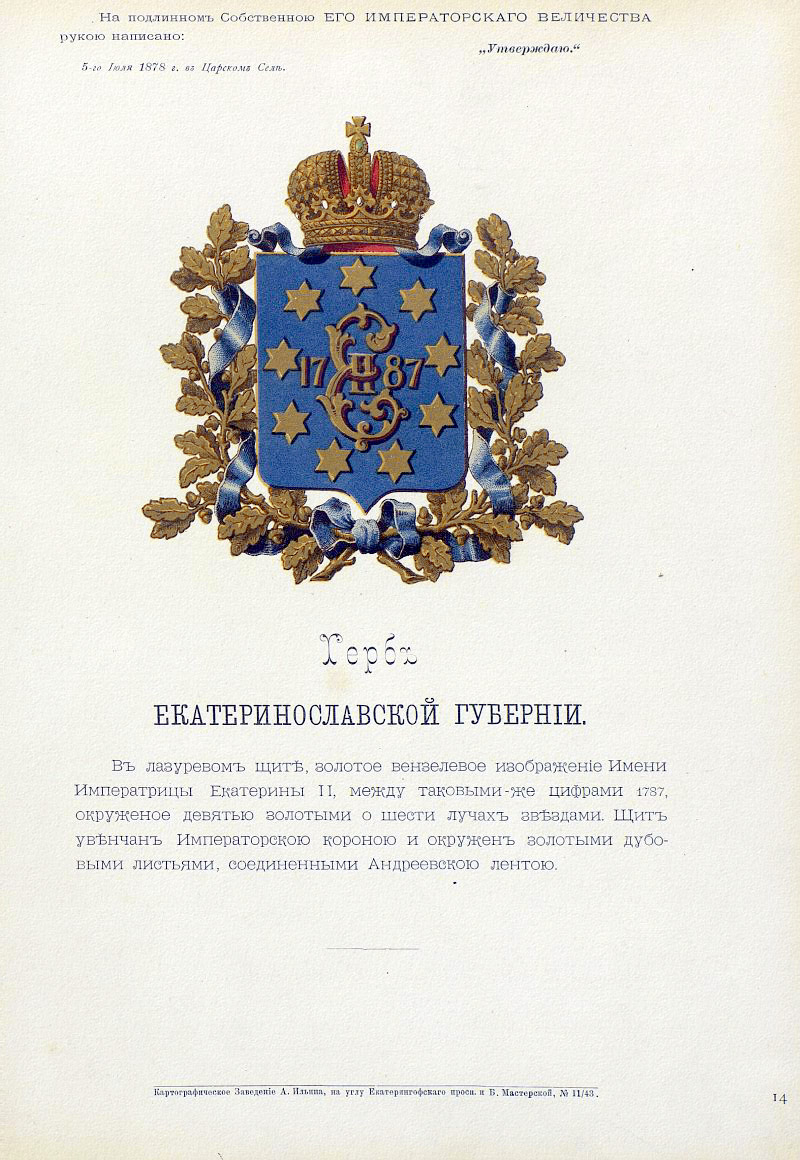
Гласный герб губернии c официальным описанием, утверждённый Александром II (1878)
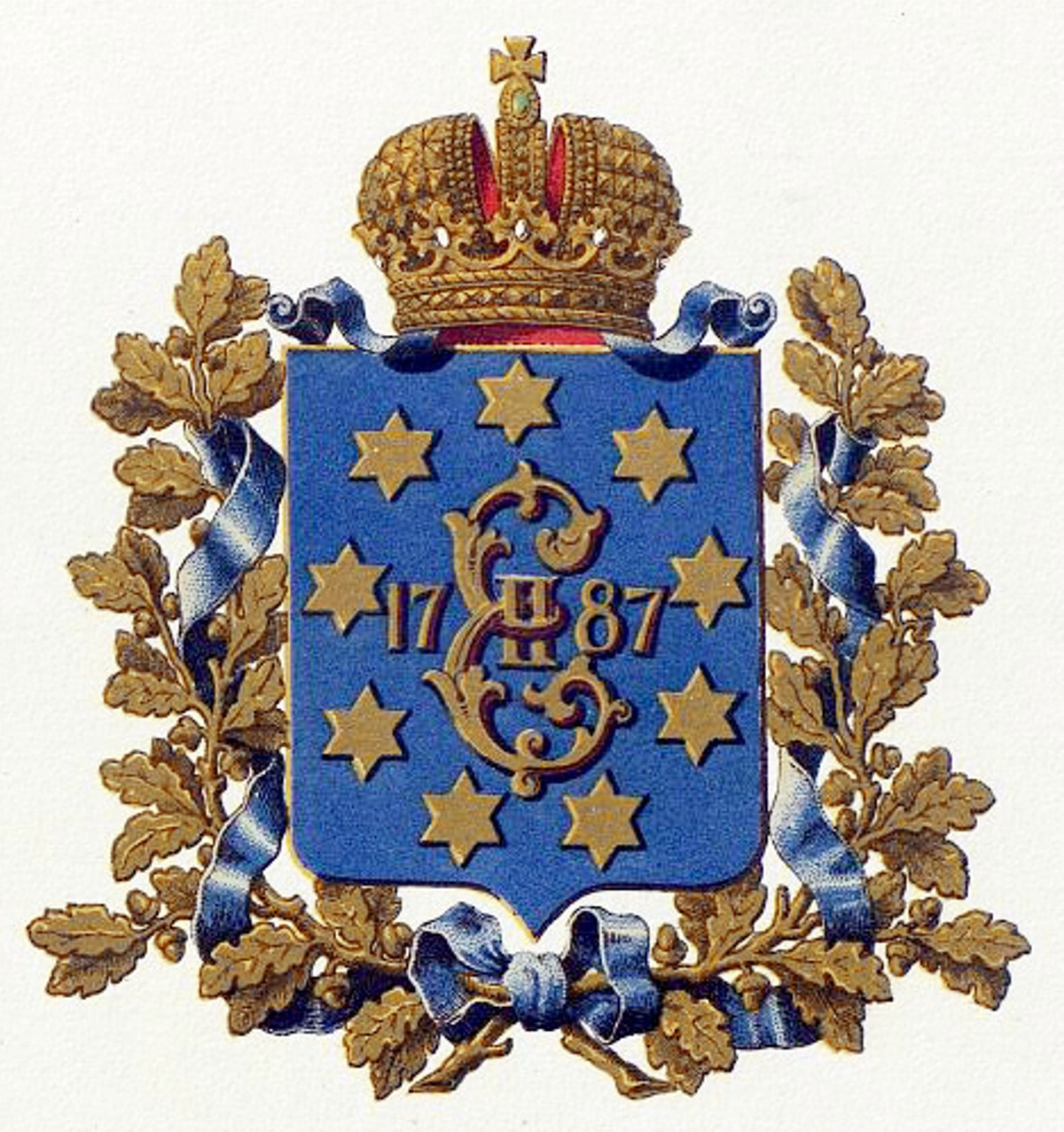
Герб губернии (изд. МВД, 1880)

## Руководство губернии

### Генерал-губернаторы
| Ф. И. О.                        | Титул, чин, звание                     | Время замещения должности |
| ------------------------------- | -------------------------------------- | ------------------------- |
| Потёмкин Григорий Александрович | князь Таврический, генерал-фельдмаршал | 1783—05.10.1791           |
| Зубов Платон Александрович      | граф, генерал-аншеф                    | 1793—1796                 |
| Бердяев Николай Михайлович      | генерал-лейтенант                      | 1796—29.11.1797           |
| Каховский Василий Васильевич    | генерал от инфантерии                  | 30.11.1797—1800           |

### Правители наместничества
| Ф. И. О.                     | Титул, чин, звание | Время замещения должности |
| ---------------------------- | ------------------ | ------------------------- |
| Синельников Иван Максимович  | генерал-майор      | 1784—1788                 |
| Каховский Василий Васильевич | генерал-поручик    | 1789—1794                 |
| Хорват Иосиф Иванович        | генерал-поручик    | 1794—15.12.1796           |

### Губернаторы
| Ф. И. О.                                 | Титул, чин, звание                                   | Время замещения должности |
| ---------------------------------------- | ---------------------------------------------------- | ------------------------- |
| Миклашевский Михаил Павлович             | тайный советник                                      | 1802—1804                 |
| фон-Берг Пётр Иванович                   | действительный статский советник                     | 1804—1809                 |
| Гладкий Кирилл Семёнович                 | действительный статский советник                     | 1809—22.01.1816           |
| Калагеоргий Иван Христофорович           | действительный статский советник                     | 22.01.1816—23.08.1820     |
| Шемиот Викентий Леонтьевич               | действительный статский советник                     | 23.08.1820—17.02.1823     |
| Цалабан Трофим Матвеевич                 | действительный статский советник                     | 17.02.1823—1824           |
| Свечин Алексей Иванович                  | статский советник ― действительный статский советник | 28.03.1824—01.01.1828     |
| Донец-Захаржевский Дмитрий Андреевич     | действительный статский советник                     | 01.01.1828—10.08.1831     |
| Франк Отто Романович                     | барон, действительный статский советник              | 12.08.1831—04.06.1832     |
| Лонгинов Никанор Михайлович              | действительный статский советник                     | 04.06.1832—24.04.1836     |
| Пеутлинг Андрей Александрович            | действительный статский советник                     | 02.05.1836—24(25).01.1847 |
| Фабр Андрей Яковлевич                    | тайный советник                                      | 25.01.1847—14.11.1857     |
| Сиверс Александр Карлович                | граф, камергер, действительный статский советник     | 31.12.1858—02.03.1862     |
| Извольский Пётр Александрович            | действительный статский советник                     | 16.03.1862—11.09.1863     |
| Вевель-фон-Кригер Григорий Александрович | Свита Его Величества, контр-адмирал                  | 16.09.1863—15.02.1865     |
| Дунин-Барковский Василий Дмитриевич      | камергер, действительный статский советник           | 15.10.1865—16.10.1870     |
| Дурново Иван Николаевич                  | действительный статский советник                     | 16.10.1870—23.03.1882     |
| фон-Розенберг Евгений Васильевич         | действительный статский советник                     | 28.05.1882—07.10.1883     |
| Долгоруков Василий Михайлович            | князь, камергер, действительный статский советник    | 07.10.1883—19.07.1884     |
| Батюшков Дмитрий Николаевич              | тайный советник                                      | 19.07.1884—19.04.1890     |
| Шлиппе Владимир Карлович                 | камергер, действительный статский советник           | 19.04.1890—23.12.1893     |
| Мартынов Дмитрий Николаевич              | действительный статский советник                     | 23.12.1893—03.03.1897     |
| Баторский Александр Александрович        | генерал-майор                                        | 15.03.1897—11.12.1897     |
| Святополк-Мирский Пётр Дмитриевич        | князь, генерал-майор                                 | 30.12.1897—20.04.1900     |
| Келлер Фёдор Эдуардович                  | граф, генерал-лейтенант                              | 20.04.1900—07.03.1904     |
| Нейдгарт Алексей Борисович               | камергер, действительный статский советник           | 19.03.1904—05.01.1906     |
| Александровский Сергей Васильевич        | камергер, статский советник                          | 05.01.1906—01.07.1906     |
| Клингенберг Александр Михайлович         | статский советник                                    | 01.07.1906—31.05.1909     |
| Шидловский Константин Михайлович         | камергер, статский советник                          | 30.06.1909—23.08.1910     |
| Якунин Владимир Васильевич               | гофмейстер, действительный статский советник         | 23.08.1910—08.03.1913     |
| Колобов Владимир Арсеньевич              | действительный статский советник                     | 22.04.1913—15.08.1916     |
| Чернявский Андрей Гавриилович            | действительный статский советник                     | 15.08.1916—31.05.1917     |
| Щетинин Сергей Сергеевич                 | инженер (назначен генералом Деникиным)               | весна — осень 1919        |

### Губернские предводители дворянства
| Ф. И. О.                       | Титул, чин, звание                                        | Время замещения должности |
| ------------------------------ | --------------------------------------------------------- | ------------------------- |
| Лалош Константин Николаевич    | бригадир                                                  | 1784—1787                 |
| Капнист Николай Васильевич     | надворный советник                                        | 1787—1793                 |
| Комбурлей Михаил Иванович      | полковник                                                 | 1793—1796                 |
| Струков Ананий Герасимович     | коллежский советник                                       | 1797—1805                 |
| Штерич Пётр Иванович           | статский советник                                         | 1806—1808                 |
| Семперович Василий Алексеевич  | надворный советник                                        | 1808—1812                 |
| Алексеев Дмитрий Ларионович    | коллежский советник (действительный статский советник)    | 1812—1829                 |
| Герсеванов Борис Егорович      | коллежский советник                                       | 1829—1838                 |
| Франк Фёдор Ермолаевич         | барон, статский советник                                  | 12.02.1838—1851           |
| Шабельский Катон Павлович      | полковник, действительный статский советник               | 11.04.1851—19.03.1857     |
| Нечаев Глеб Васильевич         | надворный советник, и. д.                                 | 19.03.1857—13.11.1859     |
| Миклашевский Андрей Михайлович | действительный статский советник                          | 13.11.1859—21.12.1862     |
| Шабельский Катон Павлович      | в звании камергера, действительный статский советник      | 21.12.1862—30.10.1864     |
| Милорадович Николай Дмитриевич | штабс-капитан, и. д.                                      | 30.10.1864—15.10.1865     |
| Струков Пётр Ананьевич         | отставной генерал-майор                                   | 22.10.1865—22.09.1874     |
| Алексеев Георгий Петрович      | в звании камергера, коллежский советник (гофмейстер)      | 19.10.1874—22.05.1886     |
| Струков Ананий Петрович        | в должности гофмейстера, действительный статский советник | 13.11.1886—14.02.1902     |
| Миклашевский Михаил Ильич      | в звании камергера, действительный статский советник      | 21.02.1902—03.03.1908     |
| Урусов Николай Петрович        | князь, шталмейстер                                        | 03.03.1908—1917           |

### Вице-губернаторы
| Ф. И. О.                         | Титул, чин, звание                                                                                             | Время замещения должности |
| -------------------------------- | --- | ------------------------- |
| Воинов Андрей Никитович          | бригадир | 1784—1788                 |
| Тибекин Иван Васильевич          | статский советник                                                                                              | 1788—1794                 |
| Казинский Дмитрий Степанович     | камер-юнкер | 1794—1797                 |
| Неверовский Павел Иванович       | коллежский советник                                                                                            | 21.12.1797—25.09.1800     |
| Гермес Богдан Андреевич          | действительный статский советник                                                                               | 15.10.1800—1801           |
| Неверовский Павел Иванович       | статский советник (действительный статский советник)                                                           | 05.11.1801—10.03.1810     |
| Чайковский Матвей Степанович     | статский советник                                                                                              | 10.03.1810—29.08.1812     |
| Елчанинов Михаил Тимофеевич      | коллежский советник                                                                                            | 29.08.1812—19.04.1817     |
| Шемиот Викентий Леонтьевич       | коллежский советник ― действительный статский советник                                                         | 19.04.1817—23.08.1820     |
| Вакансия                         | | 23.08.1820—06.06.1821     |
| Языков Платон Евграфович         | коллежский советник                                                                                            | 06.06.1821—06.04.1823     |
| Улезский Степан Васильевич       | коллежский советник                                                                                            | 06.04.1823—12.08.1825     |
| Вирст Александр Фёдорович        | полковник | 12.08.1825—11.01.1830     |
| Вальтер Адам Лаврентьевич        | статский советник                                                                                              | 11.01.1830—18.04.1830     |
| Иванов Андрей Матвеевич          | коллежский советник (статский советник)                                                                        | 18.04.1830—01.02.1838     |
| Сафонов Дмитрий Васильевич       | коллежский советник (статский советник)                                                                        | 01.02.1838—12.02.1848     |
| Вульф Николай Петрович           | коллежский советник                                                                                            | 12.02.1848—24.02.1853     |
| Брауншвейг Рудольф Иванович      | коллежский советник (статский советник)                                                                        | 24.02.1853—07.04.1856     |
| Большев Михаил Михайлович        | статский советник                                                                                              | 07.04.1856—27.10.1860     |
| Баранович Николай Иванович       | надворный советник, и. д. (утверждён с произведением в коллежские советники с 15.12.1861), (статский советник) | 25.11.1860—04.12.1864     |
| Лещов Алексей Никитович          | коллежский советник ― действительный статский советник                                                         | 04.12.1864—23.04.1871     |
| Луцкий Владимир Константинович   | действительный статский советник                                                                               | 14.05.1871—12.09.1881     |
| Рокасовский Владимир Платонович  | барон, флигель-адъютант, полковник                                                                             | 12.09.1881—14.01.1888     |
| Дунин-Барковский Иосиф Яковлевич | надворный советник                                                                                             | 21.01.1888—26.06.1890     |
| Татищев Алексей Никитович        | камергер, действительный статский советник                                                                     | 26.06.1890—06.02.1892     |
| Мамчич Евгений Александрович     | статский советник                                                                                              | 27.02.1892—19.05.1893     |
| Юркевич Константин Николаевич    | статский советник                                                                                              | 19.05.1893—24.11.1897     |
| Старицкий Алексей Иванович       | статский советник                                                                                              | 12.07.1897—24.11.1897     |
| Князев Владимир Валерианович     | камергер, действительный статский советник                                                                     | 24.11.1897—31.10.1904     |
| Лопухин Виктор Александрович     | коллежский советник                                                                                            | 05.11.1904—02.06.1906     |
| Шиловский Пётр Петрович          | коллежский советник, камер-юнкер                                                                               | 02.06.1906—12.05.1907     |
| Шильдер-Шульднер Николай Юрьевич | статский советник                                                                                              | 12.05.1907—15.12.1908     |
| Гревениц Николай Александрович   | барон, коллежский советник, камер-юнкер Двора Его Императорского Величества                                    | 15.12.1908—28.02.1911     |
| Татищев Никита Алексеевич        | надворный советник, камер-юнкер Двора Его Императорского Величества                                            | 07.03.1911—26.05.1915     |
| Тецнер Александр Сергеевич       | статский советник, камер-юнкер Двора Его Императорского Величества                                             | 08.06.1915—1917           |

## Население
Население губернии на 1860 год составляло 1138749 человек. Большинство из которых принадлежало к православному вероисповеданию. Помимо этого в губернии насчитывалось раскольников 5542 человек, приверженцев армянской церкви 18775 человек, католиков 7040, протестантов 20318, евреев 23155. По народностям, помимо малороссов и великороссов присутствовали: греки 35 тыс., евреи более 23 тыс., немцы более 20 тыс., армяне до 19 тыс., молдаване и валахи 9 тыс., поляки и литовцы по 7 тыс., сербы 500 человек, цыгане до 500 человек. В то же время в губернии насчитывалось 471 религиозных учреждения: 421 храма православной церкви, 3 раскольнической, 6 храмов армянской церкви, 3 католических и 9 протестантских церквей, а также 29 еврейских синагог.
Национальный состав в 1897 году:
| Уезд              | малоросы | великоросы | евреи  | немцы | греки  | поляки | белорусы | молдаване и румыны | татары | турки |
| ----------------- | -------- | ---------- | ------ | ----- | ------ | ------ | -------- | ------------------ | ------ | ----- |
| Губерния в целом  | 68,9 %   | 17,3 %     | 4,7 %  | 3,8 % | 2,3 %  | ...    | ...      | ...                | ...    | ...   |
| Александровский   | 82,5 %   | 5,7 %      | 5,1 %  | 5,2 % | ...    | ...    | 1,2 %    | ...                | ...    | ...   |
| Бахмутский        | 58,2 %   | 31,2 %     | 2,8 %  | 3,8 % | ...    | ...    | ...      | 1,9 %              | ...    | ...   |
| Верхнеднепровский | 90,3 %   | 4,7 %      | 2,6 %  | 2,1 % | ...    | ...    | ...      | ...                | ...    | ...   |
| Екатеринославский | 55,7 %   | 21,0 %     | 13,0 % | 5,8 % | ...    | 2,2 %  | 1,1 %    | ...                | ...    | ...   |
| Мариупольский     | 46,1 %   | 14,0 %     | 4,1 %  | 7,5 % | 19,0 % | ...    | ...      | ...                | 6,1 %  | 2,1 % |
| Новомосковский    | 93,2 %   | 3,7 %      | 1,4 %  | 1,3 % | ...    | ...    | ...      | ...                | ...    | ...   |
| Павлоградский     | 79,7 %   | 14,4 %     | 2,9 %  | 2,3 % | ...    | ...    | ...      | ...                | ...    | ...   |
| Славяносербский   | 50,5 %   | 45,4 %     | 1,5 %  | ...   | ...    | ...    | ...      | ...                | ...    | ...   |

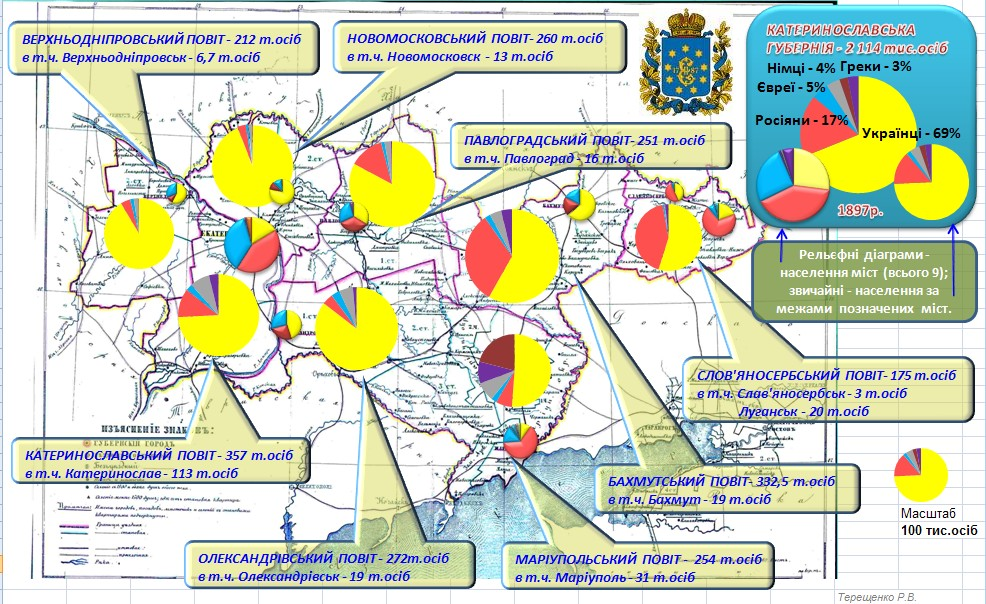
Этнический состав Екатеринославской губернии на 1897 г.

Этнографический состав населения весьма разнообразен; преобладают малороссы. Всего населения 1833958 человек; из них пришлых 212938, постоянных 1621020 (828769 мужчин и 792251 женщина). В городах 232577, в уездах 1601383 жителя.
92 % православных, 3,3 % иудеев, 2,3 % лютеран, 1,7 % католиков, 0,45 % раскольников, 0,2 % меннонитов. В Александровском и Екатеринославском уездах встречаются штундисты; у немцев-колонистов преобладает евангелическо-лютеранское вероисповедание. В православной Екатеринославской епархии церквей 434, приходов 398; молитвенных домов 6, часовен 3; монастырей 3 (1 мужской, 2 женских), монашествующих 500 человек. Лютеранских богослужебных зданий 10, римско-католических 9, синагог 79, караимских синагог 1, газзан 1.
По сословиям: крестьян 75,6 %; поселян 8,2 %; военных сословий 7,2 %; мещан и цеховых 6,4 %; дворян 0,9 %; иностранцев и разночинцев 0,8 %; купцов и почётных граждан 0,5 %; духовных 0,4 %.
Население губернии размещается в 8 уездных городах и 1 заштатном, 15 местечках и 1788 селениях. В административном отношении селения составляют 222 волости и 5 еврейских приказов.
По переписи 1897 г. в Екатеринославской губернии было 2113674 (1091715 мужчин и 1021959 женщин) жителей; из них городских 241005, в том числе в губернском городе Екатеринославе — 112839. На 1000 мужч. приходится (без городов) 941 женщ., в городах — 899.
Великороссов — 17,27 %, малороссов — 68,90 %, евреев — 4,69 %, немцев — 3,83 %, греков — 2,31, татар — 0,82; остальные — белорусы, поляки, молдаване, турки и проч.
Православных и единоверцев — 90,05 %, старообрядцев — 0,44 %, римско-католиков — 1,52 %, протестантов — 3,06 %, иудеев 4,80 % (караимов — 359 чел.), магометан — 0,10 %. Дворян и чиновников — 0,96 %, купцов — 0,37, мещан — 9,87, крестьян и казаков — 87,40, духовных — 0,33, иностранных подданных — 0,65, остальных — 0,42 %.

### Дворянские роды
Верховцевы, Воробьёвы, Гнедины, Иваненки, Коваленские, Малама, Поповы, Чижевские, Стрельниковы.

## Экономика
1563904 чел. занимаются сельским хозяйством.
Из 5642333 1/2 десятин принадлежат (1891 г.) крестьянским обществам — 2119169 десятин, или 37,55 %; дворянам — 1751856 десятин, или 31,06 %; немцам-поселянам — 533780 десятин, или 9,46 %; грекам-поселянам — 373679 десятин, или 6,62 %; крестьянам в личную собственность — 211 093 десятины, или 3,74 %; купцам — 164077 десятин, или 2,91 %; разным владельцам (промышленным компаниям и проч.) — 140666 десятин, или 2,49 %; казне — 131612 десятин, или 2,32 %; товариществам крестьян, мещан и казаков — 79377 десятин, или 1,41 %; мещанам — 36 491 десятина, или 0,65 %; городским обществам — 34217 десятин, или 0,61 %; духовенству — 32616 десятин, или 0,58 %; еврейским колониям — 18976 десятин, или 0,34 %; уделу 14724 десятины, или 0,26 %. У сельских обывателей всех наименований удобной надельной земли 2373087 десятин; кроме того, ими арендуется казённых оброчных статей — 49525 десятин и у частных лиц около 1/2 миллиона десятин. С содействием крестьянского поземельного банка крестьянами приобретено (по 1 января 1892 г.) 160000 десятин, с долгом в 6702000 руб. Удобной земли 5275464 десятины, в том числе пашни 2871714 десятин. Неудобной земли 366869 десятин.
Преобладающее занятие жителей — земледелие; система хозяйства четырёхпольная, степная, или трехпольная и двупольная без удобрения, или совершенно неопределенная (у крестьян). Из хлебных растений высеваются: пшеница (арнаутка и гирка), рожь, овес, ячмень, просо, греча, кукуруза; из корнеплодов — картофель и свекловица; из стручковых — чечевица, горох, фасоль; из торговых — лён, конопля, рапс, подсолнечник, репак (сурепа) и табак; из кормовых — эспарцет и люцерна. Средний сбор хлебов — озимого 3 млн четвертей, ярового 7 1/2 млн, картофеля 800000 четвертей. Средние урожаи для яровой пшеницы сам-6, для озимой сам-7, для ржи сам-6, для овса сам-10, для ячменя сам-8, для проса сам-12, для кукурузы сам-30. По наблюдениям хозяев, в среднем на 3 неурожайных года приходится 4 урожайных. Кроме засух, земледелию вредят хлебный жук, суслик и саранча. Истребление суслика (около 6-7 млн шт. ежегодно) составляет натуральную повинность населения.
Огородничество и бахчеводство только в уездах Мариупольском, Славяносербском и Бахмутском носит промышленный характер. Пчеловодство наиболее распространено в лесной части Новомосковского уезда, также на плавнях Екатеринославского и Александровского уездов. Шелководство, до сих пор незначительное, начинает развиваться заботами земства и администрации, особенно около Славяносербска, где уцелела от времён Екатерины II тутовая роща на 10 десятин. Садоводство также начинает развиваться благодаря питомникам при сельских школах. Разводятся очень многие сорта яблок, груши, сливы, абрикосы, персики, черешни, вишни, дикий каштан и (изредка) грецкий орех. Виноградники распространяются в последнее время в уездах Мариупольском, Верхнеднепровском и Екатеринославском. Табаководство — в уездах Мариупольском, Александровском, Славяносербском и Екатеринославском — падает, вследствие низких цен и акцизных стеснений. Всего 320 плантаций на 150 десятин, сбор около 3 тыс. пудов; главные табаководы — немцы и греки колонисты.
Лесов 106494 десятины, в том числе у казны 7538 десятин, у частных лиц 71128 десятин, у крестьянских обществ 26650 десятин. Лучшие леса — «Самарские», в Новомосковском уезде. Растут дуб, клен, черноклен, осина, ясень, липа, осокорь, тополь и др. Искусственно разводится белая акация. Всех искусственно разведённых лесов 3500 десятин. В Верхнеднепровском уезде есть земский лесной питомник. Наличного леса недостаточно; необходимый строительный материал получается сплавом по рекам Днепру и Самаре. Главная лесная пристань — губернский город.
Скота рогатого 740 тыс. голов, лошадей 364 тыс., овец 1740 тыс. (из них тонкорунных 1035 тыс.), свиней 183 тыс., коз 14 тыс.; буйволы в небольшом количестве в Славяносербском и Мариупольском уездах; в Верхнеднепровском уезде делаются попытки разведения ангорских коз. Неурожаи и эпизоотии последнего десятилетия сократили число рогатого скота; овцеводство уменьшилось вследствие сокращения пастбищ и дробления имений. На крестьянском скоте замечается измельчание типа и уменьшение рабочей силы. Главные ярмарки скота: в губернском городе, в городе Новомосковске и местечке Никополе. Коневодство сравнительно в хорошем состоянии; конских заводов 40. Разводятся смешанные породы, рысистая, донская и степная (верховые), английская (скаковые), битюги (упряжные). Получают распространение устраиваемые земством случные пункты. В губернии наблюдается замена рабочего рогатого скота (волов) лошадьми улучшенных пород. Простые овцы — главным образом у крестьян; тонкорунные составляют у частных владельцев очень важную отрасль хозяйства в уездах Екатеринославском, Верхнеднепровском, Павлоградском и Бахмутском. Заметно увеличение количества простых овец за счёт тонкорунных. Грязной шерсти получается в губернии до 400 тыс. пудов, на сумму до 3 млн руб. Главнейшие шерстяные ярмарки — в губернском городе и городе Бахмуте.
Рыбный промысел, некогда значительный, приходит в упадок. Днепровское рыболовство значительно уступает Донскому и Днестровскому. Наиболее значительное рыболовство в Мариупольском уезде, в море и по реке Кальмиус (на 45 тыс., из общей суммы 100 тыс.).
С 1872 года в губернии действовали 33 метеорологические станции; систематические наблюдения производились на 7 станциях.

### Промышленность и кустарные промыслы

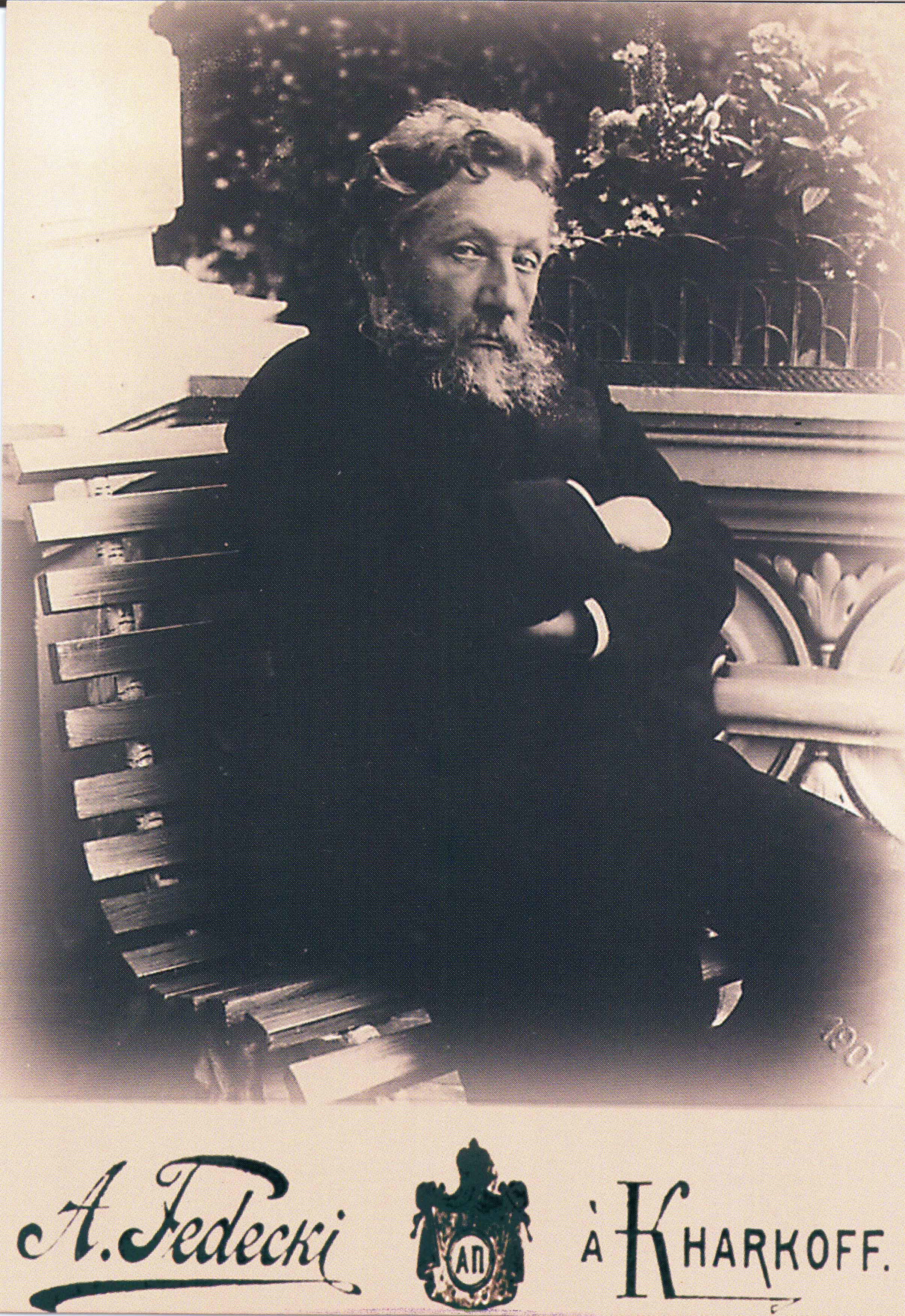
Алексей Алчевский, русский предприниматель, основатель Алчевска.

После земледелия главное занятий жителей — добыча и обработка ископаемых продуктов: каменного угля, поваренной соли, железа, марганца и ртути. Добывная способность каменноугольных копей Екатеринославской губернии — 128 млн пудов. около станций Курско-Харьково-Севастопольской ж. д. и 996 млн пудов — около станций Екатеринославской железной дороги. Каменноугольных рудников 61, с суммой производства в 7 млн руб. и с 12 тыс. рабочих — преимущественно пришлых. Все каменноугольные копи расположены в Бахмутском и Славяносербском уездах, в районе железных дорог Донецкой, Константиновской, Курско-Харьково-Азовской и Екатерининской. За 13 лет, с 1879 по 1892 г., всего вывезено из губернии 253 тыс. вагонов или 151,8 млн пудов угля и антрацита. Через Мариупольский порт в 1892 г. пошло 10 1/2 млн пудов; потреблено на месте до 30 млн пудов. Добывающая способность всех действующих копей губернии определяется в 230 млн пудов угля и 25 млн пудов антрацита. Более крупных каменноугольных копей — 35, с производством на сумму до 4 млн руб. В 6 селениях Бахмутского и Славяносербского уездов существует кустарная разработка угля крестьянами (до 10 млн пудов в год), большей частью на надельных землях. Соляное производство в Бахмутском уезде разделяется на выварочное и солекаменное. В 1892 г. вывезено соли около 16 млн пудов; выварочной — 3879 тыс. пудов, каменной 12039 тыс. пудов. Главный район железных руд находится в юго-западной части Верхнеднепровского уезда, на границе с Херсонской губернией, и занимает пространство в 25 вёрст длиной и 6 вёрст шириной. Главных рудников 6, с ежегодной добычей до 20 млн пудов руды. Марганцовые руды (с 49 % содержанием металла), в Екатеринославском уезде, разрабатываются с 1885 г.; добывается ежегодно 660—700 тыс. пудов, на сумму 225—300 тыс. руб. В Бахмутском уезде разрабатываются залежи киновари; добывается до 3 1/2 млн пудов руды; приготовляется до 25 тыс. пудов металлической ртути, на сумму свыше 700 тыс. руб. В Александровском уезде 1 рудник огнеупорной глины, с производством на 1 1/2 тыс. руб.
Промыслы населения, кроме работ в экономиях, на заводах и промышленных заведениях: подвоз на станции железных дорог угля, соли, металлов, хлеба; работа на речных пристанях и в Мариупольском порту; сплав леса и проводка судов и плотов по Днепру, небольшой каботаж по Азовскому побережью.
Из кустарных промыслов, вообще не особенно развитых, главные: кузнечно-слесарный, с оборотом в 350 тыс. руб., тележный и колесный (на 145 тыс. руб.), кожевенно-скорняжный (на 26 тыс. руб.), гончарный (на 25 тыс. руб.), бондарный (на 50 тыс. руб.), ткацкий: выделывание пенькового и льняного холста, крестьянских ковров «килимов», из оческов пеньки — рядна («ковдри»), из овечьей шерсти — грубого сукна. Каменотесным промыслом занимаются до 12 артелей, зарабатывая до 15 тыс. руб. Всех цеховых ремесленников 38 1/2 тыс. человек.
Фабрик и заводов 594, с производством на 32 млн руб. и с 34 тыс. рабочих. Заводов обрабатывающих животные продукты (кожевенные, салотопенные, свечно-восковые и др.) 51, с производством на 274 тыс. руб.; 10 винокуренных, выпускающих до 27 млн градусов спирта (на 445 тыс. руб.); 14 пивоваренных и медоваренных (на 240 тыс. руб.); 3 табачных фабрики на 444 тыс. руб.; свеклосахарный завод (на 1 млн руб.); 71 паровая мельница (на 3333 тыс. руб.), 19 паровых лесопилен (на 400 тыс. руб.). Чугунолитейных и чугуноплавильных заводов 4, с производством на 22 млн рублей и с 12 тыс. рабочих. 31 завод чугунолитейный и земледельческих орудий, с производством на 1 1/2 млн руб.; трубопрокатный зав. (на 1/2 млн руб.); 168 кирпичных и черепичных заводов (на 400 тыс. руб.); 6 известковых заводов, 2 стеклянных, 3 алебастровых, 15 искусственных минеральных вод, 10 слесарно-каретных, 2988 водяных и ветряных мельниц (с производством на 1328 тыс. руб.) и др.

### Торговля
Торгово-промышленных заведений в губернии 7933, из них в городах и местечке Никополе 3067, в уездах 4866 (мест продажи вина 3050, пива 181, табачных лавок 2200). Ярмарок в губернии 495 (в городах и местечке Никополе 36, в селениях 459); привозится товаров на 13 1/2 млн руб., продаётся на 7 млн руб. Главными предметами ярмарочной торговли служат хлеб, шерсть, скот, сырые кожи, сало. Остальные товары направляются преимущественно к железнодорожным станциям и речным пристаням. Наибольшим развитием торговли отличаются Мариупольский и Бахмутский уезды; из отдельных пунктов — местечко Никополь, города Александровск и Павлоград.
Товарные грузы следуют по железным дорогам, рекам Днепру и Самаре и через Мариупольский порт. Хлеб идёт главным образом Лозово-Севастопольской железной дорогой к Севастопольскому порту, а по Екатерининской железной дороге и Днепром, от города Александровска, в Николаев и Одессу. К Мариупольскому порту тяготеют уезды Мариупольский, Славяносербский и часть Бахмутского. Всего вывозится хлеба из пределов губернии до 53 млн пудов; транзитом проходит до 34 млн пудов. Крупнейшими пунктами по ссыпке и отправке хлеба являются губернский город, станция Лозовая и Синельниково (Лозово-Севастопольской ж. д.) и пристани: город Александровск и местечко Никополь. На речных пристанях губернии грузится и разгружается ежегодно до 4 тыс. судов и 1000 плотов, со 132 млн пудов товаров, на сумму до 1 3 млн руб.; занято до 27 тыс. рабочих. Проходит мимо губернии, сплавом по реке Днепру, до 900 судов и плотов, ценностью до 11/2 млн руб. Пароходов на Днепре 46. В Мариупольский порт приходит ежегодно до 80 паровых судов заграничного плавания и до 40 парусных, каботажных — до 1200 паровых и парусных до 400; отходит до 150 паровых и парусных судов заграничного плавания и до 1600 каботажных. Преобладают английские и греческие, затем французские суда. Из-за границы привозится до 300 тыс. пудов товаров, на сумму около 1/2 млн руб.; вывозится за границу до 9 млн пудов. товаров, на сумму до 8 1/2 млн руб.; главные предметы отпуска: пшеница, рожь, ячмень, овёс, сурепное и льняное семя, дубовые клепки. Каботажем привозится до 1750 тыс. пудов товаров, вывозится до 12 млн пудов, в том числе 11 млн пудов каменного угля. Кроме речных путей, в губернии 1321 верста железнодорожных путей: 233 вёрст Лозово-Севастопольской железной дороги с ветвями — Юзовской, Саксаганской, Кайдакской, Каменской и Богодуховской; 144 версты Курско-Харьково-Азовской; 545 вёрст Донецкой Каменноугольной (с ветвью Константиновской) и 399 вёрст Екатерининской; сверх того, ещё 13 частных подъездных железнодорожных ветвей, длиной 82 версты. Почтовых трактов 549 вёрст.

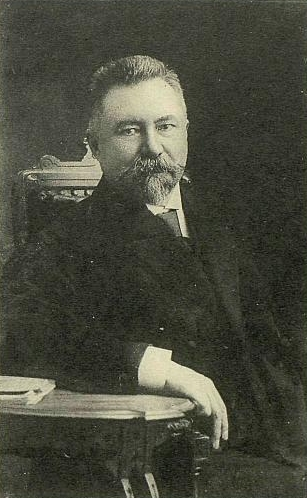
М. М. Алексеенко, председатель бюджетной комиссии Государственной думы (1907—1917), депутат от Екатеринославской губернии.

### Финансы
Население Екатеринославской губернии платит до 4 1/2 млн окладных налогов и до 10 млн косвенных, в том числе акциза со спирта 4415 тыс. руб. (потребляется до 47 млн градусов). Губернских земских сборов 328 тыс. руб., расходов 285 тыс. руб.; уездных земских сборов 1150 тыс. руб., расходов 1105 тыс. руб. Доходы губернского и уездных земств получаются: с земель (оцененных в 112 млн руб.) 909 тыс. руб., с городской недвижимости 102 тыс. руб., с торговых свидетельств 72 тыс. руб. и т. д. Расходуется на земское управление 123 тыс. руб., на народное образование 197 1/2 тыс. руб., на медицинскую часть и общественное призрение 371 тыс. руб. Городских доходов 888 тыс. руб., расходов 849 тыс. руб. Расходуется на городское общественное управление 110 1/2 тыс. руб., на уплату долгов по городским займам 82 тыс. руб., на народное образование 98 тыс. руб., на врачебную часть и благотворительные учреждения 34 1/2 тыс. руб. Городских долгов 338 тыс. руб.; городских капиталов 103 тыс. руб. Дворянского сбора на нужды сословия (с 2130 дворянских имений) взимается 50 тыс. руб. Отделения государственного, дворянского земельного и крестьянского поземельного банков; коммерческий банк, 4 городских банка, 3 общества взаимного кредита, 16 почтово-телеграфных сберегательных касс. Общая задолженность земель Екатеринославской губернии определяется в 45 млн руб., причём заложено всего 2514 имений, с 2150 тыс. десятинами земли (общее количество личного владения — 2890 тыс. десятин).

## Образование

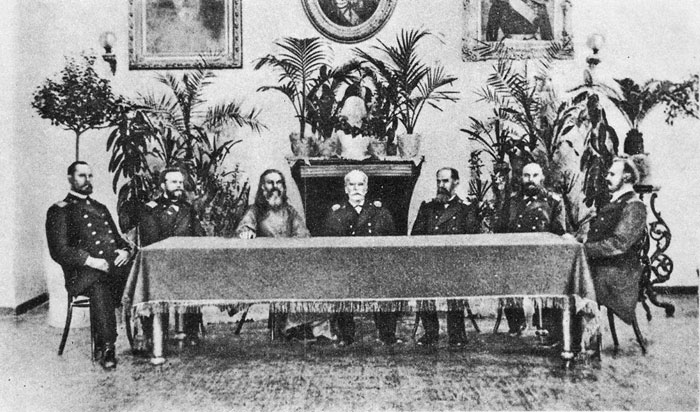
Преподаватели основанной в 1806 году таганрогской гимназии в актовом зале. XIX век. В гимназии учился А. П. Чехов в годы, когда Таганрог входил в Екатеринославскую губернию.

Всех учебных заведений в губернии 877 (149 в городах и 728 в уездах), с 54754 учащимися (42855 мальчиков и 11899 девочек). Из них: русских 637 учебных заведений, с 46146 учащимися (37590 мальчиков и 8570 девочек); немецких (народных училищ) 133, с 7074 учащимися (3989 мальчиков и 308 5 девочек); еврейских школ 106, с 1520 учащимися (девочек 244); караимское общественное училище, с 14 мальчиками. Русских училищ по разрядам: средних учебных заведений М. Н. Пр. 12, с 1994 учащимися (866 мальчиков и 1128 девочек); технических 4 — Лисичанская штейгеровская школа, Горловское горное училище, Донецкое железнодорожное училище и прекрасно поставленное Гнединское ремесленное училище (основанное на средства Д. Т. Гнедина в селе Александровке Александровского уезда (1883)) с 236 учащимися мальчиками; начальных народных училищ, городских и сельских, 371 (из них сельских 354), с 322 6 1 учащимся (27517 мальчиков и 4744 девочки); частных школ 34, с 2811 учащимися (1412 мальчиков и 1399 девочек); учебных заведений духовного ведомства 216, с 8858 учащимся, в том числе 108 церковно-приходских и 103 школы грамотности, с 7636 учащимися (6650 мальчиков и 986 девочек), 3 земских ремесленных училища, со 140 учащимися; фельдшерская школа, с 34 учащимися; 2 приюта с 58 воспитанниками. При 9 городских и народных училищах открыты земством ремесленные отделения, при 4 — женские рукодельные классы, при некоторых — курсы пчеловодства, огородничества, садоводства и древесные питомники. В целях развития ремесленного образования губернским земством затрачено за последние 15 лет до 220 тыс. руб. На народное образование в губернии тратится всего 1011 тыс. руб., из государственного казначейства 166 тыс. руб., платы за учение 190 тыс. руб., от дворянства 2 тыс. руб., от земства 167 тыс. руб. (в том числе на народные училища 118 тыс. руб.), от городских обществ 96 1/2 тыс. руб., от сельских обществ 152 тыс. руб., от духовенства 157 тыс. руб., из разных источников (%% с пожертвованных капиталов и т. п.) 51 тыс. руб., от министерства государственных имуществ 16 1/2 тыс. руб., от министерства путей сообщения 13 тыс. руб.
В 1804—1918 действовала Екатеринославская духовная семинария.
В 1899 году открыто Екатеринославское высшее горное училище, преобразованное в 1912 в Екатеринославский горный институт Императора Петра Великого.
В губернии 7 городских библиотек, 8 типографий; в училищных библиотеках до 75 тыс. томов книг.

## Медицина
193 врача (99 в городах и 94 в уездах), 307 фельдшеров и фельдшериц (203 в уездах), 108 повивальных бабок, 89 фармацевтов, 68 аптекарских учеников, 9 дантистов, 134 оспопрививателя, 16 земских ветеринаров, 32 ветеринарных фельдшера. Врачебных земских участков 39; земских врачей 43, фельдшеров 173, акушерок 26. Всего в губернии 74 больницы на 1556 кроватей; земских 38 больниц на 1050 кроватей, 1 дом умалишённых, 13 приёмных покоев, 4 богадельни. Аптек 46. На дело народного здравия расходуется ежегодно до 150 тыс. руб. С 1895 года под руководством Екатеринославского губернского земского ветеринара С. Г. Гринцера, в губернии успешно действовала бактериологическая станция, где производились прививки домашнего скота.